# Cynictis penicillata
La mangosta de cola gruesa o mangosta amarilla (Cynictis penicillata) es una especie de mamífero carnívoro perteneciente a la familia Herpestidae. Vive en los países del África Austral: Namibia, Angola, Zimbabue, Botsuana y Sudáfrica. Es el único miembro del género Cynictis.